# Шаров Юрій Дмитрович
Юрій Дмитрович Шаров (рос. Юрий Дмитриевич Шаров, 22 квітня 1939, Саратов, Російська РФСР, СРСР — 12 грудня 2021) — радянський фехтувальник на рапірах, олімпійський чемпіон (1964 рік) та срібний (1968 рік) призер Олімпійських ігор, чотириразовий чемпіон світу.

## Виступи на Олімпіадах
| Олімпіада   | Дисципліна      | Місце |
| ----------- | --------------- | ----- |
| Токіо 1964  | командна рапіра | 1     |
| Мехіко 1968 | командна рапіра | 2     |